# Bund Wiking
Le Bund Wiking (aussi appelé Wikingbund) est une organisation politique paramilitaire allemande de 1923 à 1928, fondée le 2 mai 1923 à Munich par des membres de l'Organisation Consul, interdite, afin de lui succéder.
Son objectif déclaré est de « faire revivre l'Allemagne sur une base nationale et ethnique par l'éducation spirituelle de ses membres », mais son but premier est de préparer le renversement de la République de Weimar et d'apporter une formation militaire intensive à ses membres. Ses adhérents sont environ 10 000, parmi eux de nombreux anciens militaires gradés. Les jeunes partisans peuvent rejoindre le groupe des jeunes Vikings (Jungwiking).
Parmi les dirigeants, on trouve l'ancien fondateur de la Brigade Ehrhardt, Hermann Ehrhardt, et son adjoint Eberhard Kautter. Des dirigeants d'autres organisations de droite interdites ou controversées entrent dans le Bund Wiking pour contourner l'interdiction et poursuivre leurs activités, comme Leonardo Conti, chef de la Santé du Reich, qui fonde le journal antisémite Kampfbund en 1918. Le jeune Horst Wessel y adhère fin 1923.
Le 9 janvier 1924, un groupe d'une vingtaine de membres dirigés par Edgar Julius Jung assassine le président séparatiste du Palatinat, Heinz Orbis
Le but du Bund est l'instauration d'une dictature militaire et la modification du traité de Versailles par la force. Cela inclut des actes de provocation ciblés destinés à pousser la classe ouvrière à l'action pour prétexter ensuite un coup d'État. 
Quand le gouvernement prend connaissance de ces préparatifs en 1926, le Bund est interdit en Prusse et dans d'autres régions d'Allemagne. Après sa dissolution fin avril 1928, de nombreux membres poursuivent leurs activités dans d'autres organisations comme le Stahlhelm ou la SA.